# Marcus Vinicius Quiroga
Marcus Vinicius Quiroga Pereira (Rio de Janeiro, 1954 – Rio de Janeiro, 10 de maio de 2020) foi um poeta, contista, crítico literário, ensaísta e professor universitário brasileiro, de ascendência portuguesa. Autor de cerca de 25 livros de poesia, muitos deles premiados, Quiroga ocupou a cadeira nº 7 da Academia Carioca de Letras e foi membro do PEN Clube do Brasil.

## Biografia
Marcus Vinicius Quiroga nasceu no Rio de Janeiro em 1954. Era descendente de portugueses por parte do avô paterno e dos avós maternos, originários da região de Viana do Castelo, em Portugal.
Graduou-se em Letras pela UERJ e obteve mestrado em Comunicação e doutorado em Literatura Brasileira e Comunicação pela UFRJ. Atuou como professor universitário e colaborou com diversos suplementos e publicações literárias, como o Caderno Ideias do Jornal do Brasil, Rioletras, Poesia Viva, Panorama, Renovarte e revistas da Academia Brasileira de Letras, UBE e UAPê.
Participou ativamente de eventos literários, como o Fórum de Poesia da UFRJ, e ministrou cursos de poesia contemporânea e oficinas literárias.

## Obra
Publicou poemas, contos e ensaios em diversas revistas e antologias, como Poesia Sempre, Santa Poesia, Poesia Carioca e 50 Poemas Escolhidos pelo Autor (Editora Galo Branco).

### Livros premiados de poesia
- Manual de instruções para cegos – Prêmio Cidade de Juiz de Fora (referência especial)
- Modus vivendi – Prêmio Fábrica de Livros I
- Campo de trigo maduro – Prêmio Fundação Biblioteca Nacional
- O cinematógrafo – Prêmio UBE-SP
- Vida, a respeito de – Prêmio Livraria Asabeça–Scortecci
- Passaporte para o país das palavras – Prêmio Fábrica de Livros II e Afonso Félix da UBE-RJ
- O xadrez e as palavras – Prêmio Jabuti da CBL e Paulo Mendes Campos da UBE-RJ
- A língua dos desertos – Prêmio Cidade do Recife (menção honrosa), Prêmio Paulo Mendes Campos UBE-RJ
- Autoestrada para Tebas – Prêmio Fundação Biblioteca Nacional
- Composições em preto e branco – Menção honrosa, Prêmio Academia Mineira de Letras
- Gullar Gullar – 2º lugar no Prêmio Biblioteca Nacional
- Máquinas na pista – Prêmio Pizarro Drummond da UBE-RJ
- Poemas não usam soco inglês – Menção honrosa, Prêmio Cidade de Juiz de Fora

Em 2019, Quiroga venceu ex aequo com Irene Marques a 1.ª edição do Prémio Imprensa Nacional/Ferreira de Castro, atribuído pela Imprensa Nacional-Casa da Moeda em parceria com o Ministério dos Negócios Estrangeiros de Portugal. O prêmio foi concedido pelo livro Não Viajarei por Nenhuma Espanha, previsto para publicação no segundo semestre de 2020.
A cerimônia de entrega ocorreu em 21 de fevereiro de 2020, na Biblioteca Municipal Ferreira de Castro, em Oliveira de Azeméis, com a presença da Secretária de Estado das Comunidades Portuguesas, Berta Nunes, membros do júri e representantes da Imprensa Nacional-Casa da Moeda.

## Falecimento
Marcus Vinicius Quiroga faleceu em 10 de maio de 2020, no Rio de Janeiro, vítima da pandemia de COVID-19 no Brasil. Seu falecimento foi lamentado publicamente pela Imprensa Nacional e por representantes da comunidade literária.